# Nathalie Lambert
Nathalie Lambert (* 1. Dezember 1963 in Montreal, Québec) ist eine ehemalige kanadische Shorttrackerin. Sie gewann 1992 und 1994 drei olympische Medaillen, darunter eine goldene mit der Staffel. Zudem wurde sie 1991, 1993 sowie 1994 dreimal Weltmeisterin im Mehrkampf und errang während ihrer Zeit im Nationalkader zwischen 1981 und 1997 zwölf Staffel-WM-Titel. Lambert ist Mitglied der Hall of Fame des kanadischen Sports und der Canadian Olympic Hall of Fame.

## Werdegang

### Anfänge (1970er-Jahre)
Nathalie Lambert wuchs als älteste von drei Schwestern in einer nach eigener Aussage ärmlichen Familie im Montrealer Arrondissement Le Plateau-Mont-Royal auf. Als Auslöser ihrer Sportleidenschaft nannte sie im Rückblick auf ihre Karriere die Olympischen Sommerspiele 1976 in ihrer Heimatstadt: Insbesondere die Erfolge der Turnerin Nadia Comăneci hätten sie inspiriert, sich selbst sportlich zu betätigen. Im gleichen Jahr begann Lambert mit dem Eislauftraining in einer neu eröffneten Eishalle in ihrer Nachbarschaft. Mit 13 Jahren bestritt sie ihre ersten Wettkämpfe in verschiedenen Orten der Provinz Québec. Ihre Konzentration lag anfänglich auf dem Eisschnelllauf (auf 400-Meter-Bahnen), gleichzeitig trainierte sie aber auch auf den kürzeren 111-Meter-Bahnen, die für Wettkämpfe in der jüngeren Eislaufdisziplin Shorttrack genutzt wurden. Lambert betonte in späteren Porträts, sie sei kein sportliches Naturtalent gewesen und habe sich ihre späteren Erfolge erarbeiten müssen.

### Laufbahn im Nationalkader (1981 bis 1997)
1981 erhielt Lambert einen Platz im kanadischen Eisschnelllauf-Nationalkader. Ein Jahr später engagierte der kanadische Verband Yves Nadeau als Trainer, der bis 1995 für die Shorttrack-Abteilung zuständig war. Unter Nadeaus Anleitung wandte sich Lambert zunehmend der Kurzbahn-Disziplin zu und gewann 1983 als Teil der Frauenstaffel mit Sylvie Daigle, Maryse Perreault und Marie-José Martin ihre erste Goldmedaille bei Shorttrack-Weltmeisterschaften. Die Kanadierinnen nahmen in den 1980er- und den frühen 1990er-Jahren die weltweite Vorrangstellung im Frauen-Shorttrack ein: Mit einer Unterbrechung – 1985 siegte Japan – gewannen die von Nadeau betreuten Athletinnen bis 1994 jedes Jahr das WM-Staffelrennen. Lambert war durchgängig Teil des Teams und wurde somit zwölffache Staffelweltmeisterin (inklusive einem letzten Titel 1997 nach Ende der Siegesserie). Zudem wurde sie an der Seite von Angela Cutrone, Sylvie Daigle und Annie Perreault bei den Winterspielen 1992 in Albertville Olympiasiegerin mit der Staffel, als Shorttrack erstmals Teil des regulären olympischen Programms war.
Über weite Teile ihrer Karriere stand Lambert in Konkurrenz zu ihrer ein Jahr älteren Teamkollegin Sylvie Daigle. Im Vergleich zu der kleineren, sprintstarken Daigle war Lambert dem kanadischen Trainer Nadeau zufolge die ausdauerndere Läuferin, benötigte aber dafür länger, um ihre Höchstgeschwindigkeit zu erreichen. Zwischen 1979 und 1990 wurde Daigle fünfmalige Shorttrack-Weltmeisterin im Mehrkampf, während Lambert Mitte der 1980er-Jahre zwei Silber- und zwei Bronzemedaillen, aber keinen Einzeltitel gewann. Erst bei den Weltmeisterschaften 1991 setzte sich Lambert vor Daigle durch und holte im Alter von 27 Jahren ihre erste Goldmedaille im Mehrkampf. Rückblickend bezeichnete sie freundschaftliche Rivalität zu ihrer Mannschaftskameradin und das gegenseitige Antreiben als eine mögliche Ursache für ihren Erfolg. Zudem stellte Lambert Ende der 1980er-Jahre ihre Ernährung um, nachdem bei ihr – auch bedingt durch übermäßiges Training – eine schwere Anämie diagnostiziert worden war.
Mit dem Einzel-Weltmeistertitel 1991 begannen die erfolgreichsten Jahre in Lamberts Karriere. 1993 in Peking und 1994 in Guildford feierte sie ihren zweiten beziehungsweise dritten WM-Sieg. Im Vorfeld der Olympischen Winterspiele 1994 in Lillehammer sah sie die Montrealer Gazette als Aushängeschild ihrer in Kanada an öffentlicher Aufmerksamkeit gewinnenden Sportart. Lambert trainierte in der Olympiavorbereitung insbesondere ihre Starttechnik mit dem Krafttrainer Charles Poliquin und nahm im Vergleich zu den Winterspielen 1992 etwa zehn Kilogramm an Gewicht ab. In Lillehammer gewann sie mit der Staffel und im 1000-Meter-Rennen zwei olympische Silbermedaillen. Über 1000 Meter lief sie das Rennen lange an erster Position, bevor sie in der letzten Runde von der Südkoreanerin Chun Lee-kyung überholt wurde. Außer der Biathletin Myriam Bédard holte Lambert als einziges Mitglied des kanadischen Olympiakaders zwei Medaillen bei den Winterspielen 1994.
Nach dem Winter 1994 zog sich Lambert für knapp zwei Jahre vom aktiven Sport zurück und arbeitete unter anderem als Motivationsrednerin, ehe sie im Februar 1996 bei den kanadischen Meisterschaften ihr Comeback gab. Ab Sommer 1997 litt Lambert über mehrere Monate an einer Schlafstörung. Zudem trennte sie sich in dem Jahr von ihrem langjährigen Freund (ihrem Mannschaftskollegen Frédéric Blackburn) und ihre Mutter starb im Alter von 63 Jahren an einem Herzinfarkt. Im November 1997 brach sich Lambert bei einem internationalen Wettkampf in Groningen den Knöchel. Unmittelbar danach schloss sie eine Teilnahme an den Olympischen Winterspielen 1998 aus und beendete ihre aktive Laufbahn.

### Nach der aktiven Karriere (seit 1998)
Während der Winterspiele 1998 kommentierte Lambert die Wettkämpfe für Radio Canada und war auch im Anschluss weiter sportjournalistisch für den franko-kanadischen Fernsehsender Réseau des sports (RDS) tätig. 1999 wurde sie Kommunikations- und Marketingdirektorin beim Montrealer MAA Club Sportif. Sie produzierte mehrere Dance-Fitness-DVDs und veröffentlichte ein Buch über die Bedeutung von Fitness und körperlicher Aktivität. Durch Überbeanspruchung ihrer Kniegelenke im Training erkrankte Lambert während ihrer aktiven Laufbahn an Arthrose, weswegen sie sich in der Arthritis Society of Quebec engagierte. Bei den Olympischen Winterspielen 2010 in Vancouver fungierte Lambert als Chef de Mission der kanadischen Delegation, nachdem sie dieses Amt sechs Jahre zuvor in Athen bereits stellvertretend ausgeübt hatte.
Lambert ist verheiratet und Mutter von zwei aus China stammenden, Anfang der 2000er-Jahre adoptierten Töchter. Über den Adoptionsprozess und ihr Familienleben veröffentlichte sie 2013 ein Buch („Ma famille d'ici et d'ailleurs“).

## Würdigung
Als langjähriges Mitglied des Nationalkaders und eine der historisch erfolgreichsten kanadischen Eisläuferinnen erfuhr Lambert verschiedene Ehrungen. Während ihrer aktiven Laufbahn zeichnete sie der kanadische Verband Speed Skating Canada 1986 als Eisschnellläuferin des Jahres (auf der Langstrecke) aus und 1987 sowie durchgängig von 1990 bis 1994 als Shorttrackerin des Jahres. Diese Auszeichnung erhielt ab 2019 den Namen Nathalie Lambert Award. 1992 war Lambert kanadische Fahnenträgerin bei der Abschlussfeier der Olympischen Winterspiele in Albertville. Im gleichen Jahr nahm sie das Kanadische Olympische Komitee in die Canadian Olympic Hall of Fame auf. Nach Ende ihrer Karriere wurde sie Mitglied der Ruhmeshallen des Sports in Québec (2001) und in Kanada (2002). Besonders herausgestellt wurden dabei ihr Wettkampfgeist und ihr Siegeswille. Im Juni 2016 wurde ihre Ernennung zum Officer of the Order of Canada bekanntgegeben.

## Statistik

### Ergebnisse bei Olympischen Winterspielen
Lambert nahm bereits 1988 in Calgary an den olympischen Demonstrationswettbewerben im Shorttrack teil, bei denen keine Medaillen vergeben wurden. Dort erreichte sie einen dritten Rang mit der Staffel und drei Einzel-Ergebnisse unter den besten Zehn (mit sechsten Plätzen über 1500 Meter und 3000 Meter sowie einem achten Rang über 1000 Meter). 1992 und 1994 startete sie bei allen fünf ausgetragenen Wettbewerben im Frauen-Shorttrack und gewann dabei drei Medaillen. Im 500-Meter-Rennen 1994 stürzte Lambert im Viertelfinale nach einer Kollision mit der späteren Olympiasiegerin Cathy Turner. Lambert warf Turner anschließend „schmutziges“ Verhalten vor.
| Olympische Winterspiele | Olympische Winterspiele | 500 m | 1000 m | Staffel |
| Jahr                    | Ort                     | 500 m | 1000 m | Staffel |
| ----------------------- | ----------------------- | ----- | ------ | ------- |
| 1992                    | Albertville             | 6.    |        | 1.      |
| 1994                    | Lillehammer             | 14.   | 2.     | 2.      |

### Ergebnisse bei Shorttrack-Weltmeisterschaften
Zwischen 1983 und 1997 nahm Lambert an vierzehn Shorttrack-Weltmeisterschaften teil und gewann dabei fünfzehn Weltmeistertitel, davon drei im Mehrkampf. Während Lamberts Karriere wurden die Sieger auf den Einzelstrecken – in der folgenden Tabelle mit einem grauen Hintergrund markiert – nicht als Weltmeister gekürt.
| Weltmeisterschaften | Weltmeisterschaften | 500 m           | 1000 m          | 1500 m          | 3000 m          | Mehrkampf       | Staffel         |
| Jahr                | Ort                 | 500 m           | 1000 m          | 1500 m          | 3000 m          | Mehrkampf       | Staffel         |
| ------------------- | ------------------- | --------------- | --------------- | --------------- | --------------- | --------------- | --------------- |
| 1983                | Tokio               | HF              | HF              | HF              | DNQ             | NC              | 1.              |
| 1984                | Peterborough        | VL              | 3.              | HF              | 2.              | 3.              | 1.              |
| 1985                | Amsterdam           | 4.              | HF              | 4.              | 2.              | 3.              | 2.              |
| 1986                | Chamonix            | HF              | 2.              | 2.              | 4.              | 2.              | 1.              |
| 1987                | Montreal            | VF              | HF              | 2.              | 1.              | 2.              | 1.              |
| 1988                | St. Louis           | VF              | HF              | HF              | DNQ             | 10.             | 1.              |
| 1989                | Solihull            | HF              | HF              | 4.              | 2.              | 5.              | 1.              |
| 1990                | Amsterdam           | HF              | HF              | 1.              | 7.              | 4.              | 1.              |
| 1991                | Sydney              | HF              | 2.              | 1.              | 1.              | 1.              | 1.              |
| 1992                | Denver              | HF              | 3.              | DSQ             | 5.              | 7.              | 1.              |
| 1993                | Peking              | DSQ             | 1.              | 1.              | 1.              | 1.              | 1.              |
| 1994                | Guildford           | 2.              | 1.              | 2.              | 1.              | 1.              | 1.              |
| 1995                | Gjøvik              | keine Teilnahme | keine Teilnahme | keine Teilnahme | keine Teilnahme | keine Teilnahme | keine Teilnahme |
| 1996                | Den Haag            | HF              | HF              | HF              | DNQ             | 10.             | HF              |
| 1997                | Nagano              | HF              | 4.              | HF              | 8.              | 7.              | 1.              |

### Weltrekorde
| Nr. | Disziplin            | Zeit (min) | Datum         | Ort       | Bestand              | Nachfolgerin       |
| --- | -------------------- | ---------- | ------------- | --------- | -------------------- | ------------------ |
| 1   | 1000 Meter           | 1:43,58    | 17. März 1985 | Amsterdam | 1 Jahr und 20 Tage   | Maryse Perreault   |
| 2   | 3000 Meter           | 5:31,65    | 5. Apr. 1987  | Montreal  | 287 Tage             | Maria Rosa Candido |
| 3   | 1000 Meter           | 1:34,07    | 17. Nov. 1993 | Hamar     | 2 Jahre und 336 Tage | Chun Lee-kyung     |
| 4   | 3000-Meter-Staffel * | 4:26,56    | 28. März 1993 | Peking    | 1 Jahr und 356 Tage  | China              |

## Veröffentlichungen
- Le plaisir de bouger. Éditions de l'Homme, 2006, ISBN 978-2-7619-2112-1.
- Ma famille d'ici et d'ailleurs. Éditions de l'Homme, Montreal 2013, ISBN 978-2-7619-3455-8.